# Maria Seweryn
Maria Seweryn (Varsavia, 25 marzo 1975) è un'attrice polacca di teatro e cinema.
Dal 1980 è apparsa in più di dieci film. Seweryn è la figlia degli attori Krystyna Janda e Andrzej Seweryn.

## Filmografia selezionata
- Direttore d'orchestra (Dyrygent), regia di Andrzej Wajda (1980)
- La settimana santa (Wielki tydzień), regia di Andrzej Wajda (1995)
- Julie Walking Home, regia di Agnieszka Holland (2002)